# Laelia cardinalis
Laelia cardinalis är en fjärilsart som beskrevs av George Francis Hampson 1893. 
Laelia cardinalis ingår i släktet Laelia och familjen tofsspinnare. Inga underarter finns listade i Catalogue of Life.